# II. třída okresu Benešov 2003/2004
V soubojích fotbalové II. třídy okresu Benešov 2003/2004, jedné ze skupin 8. nejvyšší fotbalové soutěže, se utkalo 14 týmů dvoukolovým systémem podzim – jaro. Tento ročník skončil v červnu 2004. Postup do I. B třídy Středočeského kraje 2004/2005 si zajistil vítězný tým FK Trhový Štěpánov, do III. třídy okresu Benešov 2004/2005 sestoupily poslední 3 týmy FC Sokol Libouň, Sokol Chotýšany a TJ Sokol Postupice.

## Výsledná tabulka
| Poř. | Tým                             | Z  | V  | R  | P  | VG | OG | B  |
| ---- | ------------------------------- | -- | -- | -- | -- | -- | -- | -- |
| 1.   | FK Trhový Štěpánov              | 26 | 22 | 2  | 2  | 83 | 21 | 68 |
| 2.   | TJ Sedlec-Prčice                | 26 | 16 | 3  | 7  | 53 | 31 | 51 |
| 3.   | TJ Sokol Jírovice               | 26 | 13 | 4  | 9  | 47 | 44 | 43 |
| 4.   | TJ Jiskra Struhařov             | 26 | 12 | 4  | 10 | 56 | 41 | 40 |
| 5.   | SK Olbramovice                  | 26 | 11 | 6  | 9  | 50 | 34 | 39 |
| 6.   | FK Bílkovice                    | 26 | 12 | 2  | 12 | 54 | 40 | 38 |
| 7.   | Sokol Maršovice                 | 26 | 11 | 4  | 11 | 38 | 44 | 37 |
| 8.   | TJ Jawa Divišov                 | 26 | 10 | 5  | 11 | 39 | 38 | 35 |
| 9.   | TJ Sokol Popovice               | 26 | 9  | 5  | 12 | 43 | 53 | 32 |
| 10.  | TJ Sokol Mezno                  | 26 | 10 | 2  | 14 | 40 | 57 | 32 |
| 11.  | SK Posázavan Poříčí nad Sázavou | 26 | 7  | 10 | 9  | 39 | 49 | 31 |
| 12.  | FC Sokol Libouň                 | 26 | 8  | 4  | 14 | 22 | 52 | 28 |
| 13.  | Sokol Chotýšany                 | 26 | 6  | 6  | 14 | 31 | 57 | 24 |
| 14.  | TJ Sokol Postupice              | 26 | 4  | 5  | 17 | 42 | 76 | 17 |

Poznámky:
- Z = Odehrané zápasy; V = Vítězství; R = Remízy; P = Prohry; VG = Vstřelené góly; OG = Obdržené góly; B = Body; (S) = Mužstvo sestoupivší z vyšší soutěže; (N) = Mužstvo postoupivší z nižší soutěže (nováček)

|  | Postup do I. B třídy Středočeského kraje 2004/2005 |
|  | Sestup do III. třídy okresu Benešov 2004/2005      |